# Wielka Gildia
Wielka Gildia (łot. Lielā Ģilde) – budynek usytuowany na ryskim Starym Mieście na ulicy Amatu ielā 6. Został wzniesiony w latach 1854–1857 według projektu architekta K. Bejne w angielskim stylu gotyckim. Budynek został wzniesiony dla gildii o tej samej nazwie. Obecnie mieści się tu Łotewska Narodowa Orkiestra Symfoniczna.